# Мелешки окръг
Мелешки окръг (на полски: Powiat mielecki) е окръг в Югоизточна Полша, Подкарпатско войводство. Заема площ от 880,50 км2.
Административен център е град Мелец.

## География
Окръгът се намира в историческия регион Малополша. Разположен е в западната част на войводството.

## Население
Населението на окръга възлиза на 136 179 души (2012 г.). Гъстотата е 155 души/км2.

## Административно деление
Административно окръгът е разделен на 10 общини.
Градска община:
- Мелец

Градско-селски общини:
- Община Радомишъл Велки
- Община Пшецлав

Селски общини:
- Община Борова
- Община Гавлушовице
- Община Вадовице Горне
- Община Мелец
- Община Падев Народова
- Община Тушов Народови
- Община Чермин

## Галерия
- Мелец
- Радомишъл Велки
- Пшецлав